# FFH-Gebiet Niedermoor bei Manhagen

Das FFH-Gebiet Niedermoor bei Manhagen ist ein NATURA 2000-Schutzgebiet in Schleswig-Holstein im Kreis Rendsburg-Eckernförde in der Gemeinde Langwedel westlich des Ortsteils Manhagen. Es liegt im Bereich der naturräumlichen Haupteinheit Westensee (Objekt-ID 726) die wiederum Teil der Naturräumlichen Großregion 2. Ordnung Schleswig-Holsteinisches Hügelland ist.
Das FFH-Gebiet Niedermoor bei Manhagen hat eine Fläche von 25 Hektar. Die größte Ausdehnung liegt in Nordwestrichtung und beträgt 810 Meter. Die höchste Erhebung mit 37 Meter über NN befindet sich am Südrand des FFH-Gebietes, der niedrigste Bereich liegt mit 20 Meter über NN an der Südostspitze.
Das FFH-Gebiet besteht zu mehr als der Hälfte aus Moor und zu vier Zehnteln aus Grünland unterschiedlicher Ausprägung, siehe Diagramm 1. Das Moor wurde schon im neunzehnten Jahrhundert zur Torfgewinnung genutzt, wie es in der preußischen Landaufnahme von 1879 mit drei Torfstichen entlang des Bockseegrabens verzeichnet ist.
Das FFH-Gebiet wird überwiegend durch den Bockseegraben entwässert.

## FFH-Gebietsgeschichte und Naturschutzumgebung
Der NATURA 2000-Standard-Datenbogen (SDB) für dieses FFH-Gebiet wurde im Mai 2004 vom Landesamt für Landwirtschaft, Umwelt und ländliche Räume (LLUR) des Landes Schleswig-Holstein erstellt, im September 2004 als Gebiet von gemeinschaftlicher Bedeutung (GGB) vorgeschlagen, im November 2007 von der EU als GGB bestätigt und im Januar 2010 national nach § 32 Absatz 2 bis 4 BNatSchG in Verbindung mit § 23 LNatSchG als besonderes Erhaltungsgebiet (BEG) bestätigt. Der SDB wurde zuletzt im Oktober 2013 aktualisiert. Der Managementplan für das FFH-Gebiet wurde am 27. März 2012 veröffentlicht.
Das LLUR hat noch keine Institution mit der Gebietsbetreuung des FFH-Gebietes Niedermoor bei Manhagen gem. § 20 LNatSchG beauftragt (Stand Februar 2022).
Das FFH-Gebiet ist Teil des schützenswerten Geotops Tunneltal Westensee – Borgdorfer See und Nebentäler und des am 17. März 2004 gegründetem Landschaftsschutzgebiet Westenseelandschaft, das wiederum Teil des Naturparks Westensee ist. Die Landschaft Westensee und Oberes Eidertal wird vom Bundesamt für Naturschutz (BfN) zu den bedeutsamen Landschaften in Deutschland gezählt.

## FFH-Erhaltungsgegenstand
Laut Standard-Datenbogen vom Januar 2013 sind folgende FFH-Lebensraumtypen und Arten für das Gesamtgebiet als FFH-Erhaltungsgegenstände mit den entsprechenden Beurteilungen zum Erhaltungszustand der Umweltbehörde der Europäischen Union gemeldet worden (Gebräuchliche Kurzbezeichnung (BfN)):
FFH-Lebensraumtypen nach Anhang I der EU-Richtlinie:
- 7140 Übergangs- und Schwingrasenmoore (Gesamtbeurteilung B)[14]
- 7230 Kalkreiche Niedermoore (Gesamtbeurteilung B)[15]
- 91E0* Erlen-Eschen- und Weichholzauenwälder (Gesamtbeurteilung C)[16]

## FFH-Erhaltungsziele
Aus den oben aufgeführten FFH-Erhaltungsgegenständen werden als FFH-Erhaltungsziele von besonderer Bedeutung die Erhaltung folgender Lebensraumtypen und Arten im FFH-Gebiet vom Ministerium für Energiewende, Landwirtschaft, Umwelt und ländliche Räume des Landes Schleswig-Holstein erklärt:
- 7140 Übergangs- und Schwingrasenmoore
- 7230 Kalkreiche Niedermoore
- 91E0* Erlen-Eschen- und Weichholzauenwälder

## FFH-Analyse und Bewertung
Das Kapitel FFH-Analyse und Bewertung im Managementplan beschäftigt sich unter anderem mit den aktuellen Gegebenheiten des FFH-Gebietes und den Hindernissen bei der Erhaltung und Weiterentwicklung der FFH-Lebensraumtypen. Die Ergebnisse fließen in den FFH-Maßnahmenkatalog ein.
Bei der LRT-Klassifizierung und der Gesamtbeurteilung der LRT-Flächen gibt es große Unterschiede zwischen den Angaben im SDB vom 27. März 2012, den Angaben im SDB vom Mai 2017 und der Biotopkartierung vom 14. Oktober 2019, der den aktuellsten veröffentlichten Daten der Biotopkartierung des Landes Schleswig-Holstein entspricht (Stand Januar 2022). Die Gegenüberstellung ist in Tabelle 1 dargestellt.
Tabelle 1: Angaben zu den Flächengrößen und Erhaltungszustand der FFH-Lebensraumtypen im FFH-Gebiet Niedermoor bei Manhagen in Hektar
| LRT   | SDB 27. März 2012 [ha] | Erhaltungs- zustand | SDB Mai 2017 [ha] | Erhaltungs- zustand | Biotopkartierung 12. September 2019 [ha] | Erhaltungs- zustand |
| ----- | ---------------------- | ------------------- | ----------------- | ------------------- | ---------------------------------------- | ------------------- |
| 6510  | -                      | -                   | -                 | -                   | 2,587                                    | C                   |
| 7140  | 9                      | A                   | 3,3               | B                   | 1,587                                    | C                   |
| 7230  | 1                      | B                   | 0,2               | B                   | 0,24                                     | C                   |
| 90E0  | -                      | -                   | 0,6               | C                   | 0,58                                     | C                   |
| Summe | 10                     | -                   | 4,2               | -                   | 4,994                                    | -                   |

Danach waren die Gutachter im März 2012 noch der Meinung, dass sich 9 Hektar des LRT 7140 in einem hervorragenden Erhaltungszustand befanden. Fünf Jahre später waren nur noch gut ein Drittel der Fläche als LRT 7140 ausgezeichnet und dazu nur noch in einem guten Zustand. Nach aktuellem Stand der letzten Biotopkartierung aus dem Jahre 2019 waren nur noch 1,587 Hektar in einem nicht gutem Erhaltungszustand, siehe Tabelle 1. Das gesamte Gebiet befindet sich im Privatbesitz. Offensichtlich ist es nicht gelungen, gegenüber den Eigentümern das für NATURA 2000-Gebiete geltende Verschlechterungsverbot durchzusetzen.
Tabelle 2: FFH-Lebensraumtypen und gesetzlich geschützte Biotope im FFH-Gebiet Niedermoor bei Manhagen (stand 6. Februar 2019)
| Lfd. Nr. | Biotop-Nummer  | Schutzstatus           | Bezeichnung                                                                               | Fläche [m²] | Position                    | Kartierdatum |
| -------- | -------------- | ---------------------- | ----------------------------------------------------------------------------------------- | ----------- | --------------------------- | ------------ |
| 1a       | 325586008-0453 | LRT+ges. gesch. Biotop | 6510 Magere Flachland-Mähwiesen + GMm Mesophiles Grünland frischer Standorte              | 25869       | 54° 13′ 6″ N, 9° 54′ 59″ O  | 12.09.2019   |
| 1b       | 325586008-0453 | ges. gesch. Biotop     | GMt Mesophiles Grünland trockener Standorte                                               | 11087       | 54° 13′ 6″ N, 9° 54′ 59″ O  | 12.09.2019   |
| 2        | 325606008-0455 | LRT+ges. gesch. Biotop | 91E0* Erlen-Eschen- und Weichholzauenwälder +YQs Quellwald, WQe Sicker- oder Sumpfquelle  | 5775        | 54° 13′ 7″ N, 9° 55′ 16″ O  | 12.09.2019   |
| 3a       | 325586008-0448 | LRT+ges. gesch. Biotop | 7140 Übergangs- und Schwingrasenmoore +MSz Bultgesellschaften                             | 5744        | 54° 13′ 18″ N, 9° 54′ 56″ O | 12.09.2019   |
| 3b       | 325586008-0448 | LRT+ges. gesch. Biotop | 7230 Kalkreiche Niedermoore +NSb Basenreicher, nährstoffarmer Sumpf                       | 638         | 54° 13′ 18″ N, 9° 54′ 56″ O | 12.09.2019   |
| 4        | 325586008-0450 | LRT+ges. gesch. Biotop | 7230 Kalkreiche Niedermoore +NSb Basenreicher, nährstoffarmer Sumpf                       | 736         | 54° 13′ 17″ N, 9° 54′ 54″ O | 12.09.2019   |
| 5        | 325586008-0449 | LRT+ges. gesch. Biotop | 7140 Übergangs- und Schwingrasenmoore +MSz Bultgesellschaften                             | 653         | 54° 13′ 20″ N, 9° 54′ 57″ O | 12.09.2019   |
| 6a       | 325586008-0446 | LRT+ges. gesch. Biotop | 7140 Übergangs- und Schwingrasenmoore +MSz Bultgesellschaften                             | 9520        | 54° 13′ 20″ N, 9° 54′ 54″ O | 12.09.2019   |
| 6b       | 325586008-0446 | LRT+ges. gesch. Biotop | 7230 Kalkreiche Niedermoore +NSb Basenreicher, nährstoffarmer Sumpf                       | 1058        | 54° 13′ 20″ N, 9° 54′ 54″ O | 26.06.2019   |
| 7        | 325586008-451  | ges. gesch. Biotop     | WBw Weiden-Bruchwald                                                                      | 3378        | 54° 13′ 10″ N, 9° 54′ 50″ O | 12.09.2019   |
| 8        | 325586008-0452 | ges. gesch. Biotop     | NSr Staudensumpf                                                                          | 672         | 54° 13′ 10″ N, 9° 54′ 49″ O | 12.09.2019   |
| 9        | 325586008-0441 | ges. gesch. Biotop     | FSy Sonstiges Stillgewässer                                                               | 516         | 54° 13′ 13″ N, 9° 54′ 49″ O | 31.05.2019   |
| 10a      | 325586008-0447 | ges. gesch. Biotop     | WBb Überwiegend Birken auf nährstoffärmeren (basenarmen) und sauren Böden mit Pfeifengras | 1896        | 54° 13′ 20″ N, 9° 54′ 59″ O | 12.09.2019   |
| 10b      | 325586008-0447 | ges. gesch. Biotop     | WBw Überwiegend Weiden auf nährstoffärmeren (basenarmen) und sauren Böden mit Pfeifengras | 1264        | 54° 13′ 20″ N, 9° 54′ 59″ O | 12.09.2019   |
| 11       | 325586008-0458 | ges. gesch. Biotop     | NSs (Artenarme) Dominanzbestände von Sumpf-Reitgras                                       | 2397        | 54° 13′ 18″ N, 9° 55′ 8″ O  | 12.09.2019   |
| 12       | 325586008-0457 | ges. gesch. Biotop     | WBw Weiden-Bruchwald                                                                      | 5372        | 54° 13′ 12″ N, 9° 55′ 9″ O  | 12.09.2019   |
| 13       | 325586008-0459 | ges. gesch. Biotop     | NRs Schilf-, Rohrkolben-, Teichsimsen-Röhricht                                            | 7414        | 54° 13′ 15″ N, 9° 55′ 10″ O | 12.09.2019   |
| 14a      | 325586008-0456 | ges. gesch. Biotop     | MDb Trockener sekundärer Moorwald                                                         | 4716        | 54° 13′ 9″ N, 9° 55′ 11″ O  | 12.09.2019   |
| 14b      | 325586008-0456 | ges. gesch. Biotop     | NRa Röhrichte auf nährstoffarmen Standorten                                               | 2830        | 54° 13′ 9″ N, 9° 55′ 11″ O  | 12.09.2019   |
| 14c      | 325586008-0456 | ges. gesch. Biotop     | NSc Großseggen- und Simsenriede mit artenarmen Dominanzbeständen von Sumpf-Reitgras       | 1886        | 54° 13′ 9″ N, 9° 55′ 11″ O  | 12.09.2019   |
| 15a      | 325606008-0456 | ges. gesch. Biotop     | WBe Bruchwälder und Brüche mit überwiegend Erle                                           | 965         | 54° 13′ 9″ N, 9° 55′ 14″ O  | 12.09.2019   |
| 15b      | 325606008-0456 | ges. gesch. Biotop     | WBw Weiden-Bruchwald                                                                      | 413         | 54° 13′ 9″ N, 9° 55′ 14″ O  | 12.09.2019   |

Die letzte Biotopkartierung mit Berücksichtigung der FFH-Lebensraumtypen hat für dieses FFH-Gebiet im Herbst 2019 stattgefunden (Stand Februar 2022), siehe Tabelle 2. Danach hat ein fünftel der Fläche sowohl den Schutzstatus eines FFH-Lebensraumtyps als auch den eines gesetzlich geschützten Biotops. Weitere 18 % bestehen aus gesetzlich geschützten Biotopen, siehe Diagramm 4.

## FFH-Maßnahmenkatalog
Der FFH-Maßnahmenkatalog im Managementplan führt neben den bereits durchgeführten Maßnahmen geplante Maßnahmen zur Erhaltung und Entwicklung der FFH-Lebensraumtypen im FFH-Gebiet an. Eine sonst übliche Maßnahmenkarte ist für die Allgemeinheit nicht zugänglich.
Der Maßnahmenkatalog enthält 18 verschiedene Vorschläge zur Erhaltung, Verbesserung und Weiterentwicklung des FFH-Gebietes. Angesichts der negativen Entwicklung in den letzten 20 Jahren in diesem Gebiet ist zu befürchten, dass sich diese nicht verbessern wird. Ein Blick auf die aktuelle Satellitenkarte zeigt, dass sich an der intensiven Nutzung der Grünflächen wenig getan hat. Die geforderte Anlage von Pufferzonen zu den FFH-Lebensraumtypen ist nicht zu erkennen.

## FFH-Erfolgskontrolle und Monitoring der Maßnahmen
Eine FFH-Erfolgskontrolle und Monitoring der Maßnahmen findet in Schleswig-Holstein alle 6 Jahre statt. Die Ergebnisse des letzten Monitorings wurden noch nicht veröffentlicht (Stand Januar 2022).